# Juillé, Sarthe
Juillé là một xã thuộc tỉnh Sarthe trong vùng Pays-de-la-Loire tây bắc nước Pháp. Xã này nằm ở khu vực có độ cao từ 61-95 mét trên mực nước biển. Xã này có diện tích 5,72 km2, dân số năm 2006 là 446 người.